# Nonant-le-Pin
Nonant-le-Pin és un municipi francès situat al departament de l'Orne i a la regió de Normandia. L'any 2007 tenia 551 habitants.

## Demografia

### Població
El 2007 la població de fet de Nonant-le-Pin era de 551 persones. Hi havia 242 famílies de les quals 90 eren unipersonals (31 homes vivint sols i 59 dones vivint soles), 66 parelles sense fills, 70 parelles amb fills i 16 famílies monoparentals amb fills.
La població ha evolucionat segons el següent gràfic:
Habitants censats

### Habitatges
El 2007 hi havia 313 habitatges, 248 eren l'habitatge principal de la família, 20 eren segones residències i 45 estaven desocupats. 278 eren cases i 35 eren apartaments. Dels 248 habitatges principals, 147 estaven ocupats pels seus propietaris, 88 estaven llogats i ocupats pels llogaters i 13 estaven cedits a títol gratuït; 4 tenien una cambra, 14 en tenien dues, 45 en tenien tres, 59 en tenien quatre i 127 en tenien cinc o més. 177 habitatges disposaven pel capbaix d'una plaça de pàrquing. A 125 habitatges hi havia un automòbil i a 88 n'hi havia dos o més.

### Piràmide de població
La piràmide de població per edats i sexe el 2009 era:
| Homes | Edats   | Dones |
| ----- | ------- | ----- |
| 4     | 95 o +  | 0     |
| 4     | 90 a 94 | 8     |
| 0     | 85 a 89 | 8     |
| 0     | 80 a 84 | 4     |
| 12    | 75 a 79 | 8     |
| 8     | 70 a 74 | 20    |
| 20    | 65 a 69 | 20    |
| 24    | 60 a 64 | 20    |
| 8     | 55 a 59 | 8     |
| 36    | 50 a 54 | 24    |
| 8     | 45 a 49 | 12    |
| 24    | 40 a 44 | 20    |
| 32    | 35 a 39 | 20    |
| 20    | 30 a 34 | 24    |
| 16    | 25 a 29 | 16    |
| 4     | 20 a 24 | 28    |
| 21    | 15 a 19 | 4     |
| 16    | 10 a 14 | 16    |
| 28    | 5 a 9   | 32    |
| 12    | 0 a 4   | 8     |

## Economia
El 2007 la població en edat de treballar era de 334 persones, 238 eren actives i 96 eren inactives. De les 238 persones actives 205 estaven ocupades (100 homes i 105 dones) i 33 estaven aturades (14 homes i 19 dones). De les 96 persones inactives 34 estaven jubilades, 31 estaven estudiant i 31 estaven classificades com a «altres inactius».

### Ingressos
El 2009 a Nonant-le-Pin hi havia 239 unitats fiscals que integraven 535 persones, la mediana anual d'ingressos fiscals per persona era de 15.703 €.

### Activitats econòmiques
Dels 28 establiments que hi havia el 2007, 1 era d'una empresa alimentària, 1 d'una empresa de fabricació de material elèctric, 6 d'empreses de construcció, 8 d'empreses de comerç i reparació d'automòbils, 1 d'una empresa de transport, 2 d'empreses d'hostatgeria i restauració, 1 d'una empresa immobiliària, 1 d'una empresa de serveis, 2 d'entitats de l'administració pública i 5 d'empreses classificades com a «altres activitats de serveis».
Dels 9 establiments de servei als particulars que hi havia el 2009, 1 era un taller de reparació d'automòbils i de material agrícola, 1 paleta, 1 guixaire pintor, 1 fusteria, 3 lampisteries, 1 perruqueria i 1 restaurant.
Dels 2 establiments comercials que hi havia el 2009, 1 era una botiga de més de 120 m² i 1 una botiga de menys de 120 m².
L'any 2000 a Nonant-le-Pin hi havia 22 explotacions agrícoles que ocupaven un total de 1.098 hectàrees.

## Equipaments sanitaris i escolars
L'únic equipament sanitari que hi havia el 2009 era una farmàcia.
El 2009 hi havia una escola elemental.

## Poblacions més properes
El següent diagrama mostra les poblacions més properes.